# Wahlkreis Campobasso (Camera dei deputati)
Der Wahlkreis Campobasso war von 1993 bis 2005 und ist seit 2017 wieder ein Wahlkreis (italienisch collegio elettorale) für die Wahl der Abgeordnetenkammer.

## Von 1993 bis 2005

### Wahlkreisgebiet
Der Wahlkreis umfasste 41 Gemeinden: Baranello, Busso, Campobasso, Campochiaro, Campodipietra, Casalciprano, Castelbottaccio, Castellino del Biferno, Castropignano, Cercemaggiore, Cercepiccola, Duronia, Ferrazzano, Fossalto, Gambatesa, Gildone, Guardiaregia, Jelsi, Limosano, Lucito, Matrice, Mirabello Sannitico, Molise, Montagano, Oratino, Petrella Tifernina, Pietracupa, Riccia, Ripalimosani, Roccavivara, Salcito, San Biase, San Giovanni in Galdo, San Giuliano del Sannio, Sant’Angelo Limosano, Sepino, Torella del Sannio, Toro, Trivento, Tufara und Vinchiaturo.

### Wahlergebnisse

#### Parlamentswahl 1994

##### Direktstimmen
| Kandidaten               | Kandidaten              | Parteien                        | Stimmen | %    |
| ------------------------ | ----------------------- | ------------------------------- | ------- | ---- |
|                          | Cesare Cefarattigewählt | Polo del Buon Governo (FI – AN) | 19.279  | 27,3 |
|                          | Augusto Massa           | Progressisti                    | 17.837  | 25,2 |
|                          | Luigi Di Bartolomeo     | Movimento Cattolico Democratico | 8.329   | 11,8 |
|                          | Angelino Sollazzo       | Socialdemocrazia per le Libertà | 7.049   | 10,0 |
|                          | Giuseppe Montalto       | Patto per l’Italia              | 6.895   | 9,8  |
|                          | Vittorio Rizzi          | Unità per l’Italia Molise       | 6.137   | 8,7  |
|                          | Gianpaolo Melillo       | Partito Popolare Progressista   | 4.032   | 5,7  |
|                          | Luigi Di Marzo          | Rinnovamento                    | 1.150   | 1,6  |
| Gesamt                   | Gesamt                  | Gesamt                          | 70.708  | 100  |
|                          |                         |                                 |         |      |
| Ungültige Stimmen        | Ungültige Stimmen       | Ungültige Stimmen               | 9.055   | 11,4 |
| Wähler                   | Wähler                  | Wähler                          | 79.763  | 74,0 |
| Wahlberechtigte          | Wahlberechtigte         | Wahlberechtigte                 | 107.837 |      |
|                          |                         |                                 |         |      |
| Quelle: Innenministerium |                         |                                 |         |      |

##### Listenstimmen
| Parteien                             | Parteien                        | Parteien                           | Stimmen | %    |
| ------------------------------------ | ------------------------------- | ---------------------------------- | ------- | ---- |
|                                      | Polo del Buon Governo           | Alleanza Nazionale                 | 13.867  | 19,7 |
| Forza Italia                         | Polo del Buon Governo           | 9.131                              | 13,0    |      |
| Centro Cristiano Democratico         | Polo del Buon Governo           | 327                                | 0,5     |      |
| ↳ Gesamt                             | Polo del Buon Governo           | 23.325                             | 33,2    |      |
|                                      | Progressisti                    | Partito Democratico della Sinistra | 8.674   | 12,3 |
| La Rete                              | Progressisti                    | 2.933                              | 4,2     |      |
| Partito della Rifondazione Comunista | Progressisti                    | 2.790                              | 4,0     |      |
| Federazione dei Verdi                | Progressisti                    | 2.125                              | 3,0     |      |
| Partito Socialista Italiano          | Progressisti                    | 1.681                              | 2,4     |      |
| Alleanza Democratica                 | Progressisti                    | 669                                | 1,0     |      |
| ↳ Gesamt                             | Progressisti                    | 18.872                             | 26,9    |      |
|                                      | Patto per l’Italia              | Partito Popolare Italiano          | 9.220   | 13,1 |
| Patto Segni                          | Patto per l’Italia              | 2.706                              | 3,9     |      |
| ↳ Gesamt                             | Patto per l’Italia              | 11.926                             | 17,0    |      |
|                                      | Movimento Cattolico Democratico | Movimento Cattolico Democratico    | 7.348   | 10,5 |
|                                      | Socialdemocrazia per le Libertà | Socialdemocrazia per le Libertà    | 6.250   | 8,9  |
|                                      | Partito Popolare Progressista   | Partito Popolare Progressista      | 2.007   | 2,9  |
|                                      | Rinnovamento                    | Rinnovamento                       | 533     | 0,8  |
| Gesamt                               | Gesamt                          | Gesamt                             | 70.261  | 100  |
|                                      |                                 |                                    |         |      |
| Ungültige Stimmen                    | Ungültige Stimmen               | Ungültige Stimmen                  | 9.502   | 11,9 |
| Wähler                               | Wähler                          | Wähler                             | 79.763  | 74,0 |
| Wahlberechtigte                      | Wahlberechtigte                 | Wahlberechtigte                    | 107.837 |      |
|                                      |                                 |                                    |         |      |
| Quelle: Innenministerium             |                                 |                                    |         |      |

#### Parlamentswahl 1996

##### Direktstimmen
| Kandidaten               | Kandidaten              | Parteien                | Stimmen | %    |
| ------------------------ | ----------------------- | ----------------------- | ------- | ---- |
|                          | Federico Orlandogewählt | L’Ulivo                 | 28.214  | 43,1 |
|                          | Francesco Mancini       | Polo per le Libertà     | 26.577  | 40,6 |
|                          | Tommaso Di Domenico     | Risorgimento del Sud    | 4.291   | 6,6  |
|                          | Saturnino Carrozzelli   | Fiamma Tricolore        | 3.734   | 5,7  |
|                          | Donato De Renzis        | Lista Pannella – Sgarbi | 1.809   | 2,8  |
|                          | Carmine Felice          | Rinnovamento            | 798     | 1,2  |
| Gesamt                   | Gesamt                  | Gesamt                  | 65.423  | 100  |
|                          |                         |                         |         |      |
| Ungültige Stimmen        | Ungültige Stimmen       | Ungültige Stimmen       | 9.350   | 12,5 |
| Wähler                   | Wähler                  | Wähler                  | 74.773  | 68,2 |
| Wahlberechtigte          | Wahlberechtigte         | Wahlberechtigte         | 109.574 |      |
|                          |                         |                         |         |      |
| Quelle: Innenministerium |                         |                         |         |      |

##### Listenstimmen
| Parteien                           | Parteien                             | Parteien                                          | Stimmen | %    |
| ---------------------------------- | ------------------------------------ | ------------------------------------------------- | ------- | ---- |
|                                    | Polo per le Libertà                  | Alleanza Nazionale                                | 11.432  | 17,2 |
| Forza Italia                       | Polo per le Libertà                  | 9.855                                             | 14,8    |      |
| CCD – CDU                          | Polo per le Libertà                  | 8.844                                             | 13,3    |      |
| ↳ Gesamt                           | Polo per le Libertà                  | 30.131                                            | 45,2    |      |
|                                    | L’Ulivo                              | Popolari per Prodi (PPI – SVP – PRI – UD – Prodi) | 10.180  | 15,3 |
| Partito Democratico della Sinistra | L’Ulivo                              | 9.737                                             | 14,6    |      |
| Rinnovamento Italiano              | L’Ulivo                              | 2.491                                             | 3,7     |      |
| Federazione dei Verdi              | L’Ulivo                              | 1.629                                             | 2,4     |      |
| ↳ Gesamt                           | L’Ulivo                              | 24.037                                            | 36,1    |      |
|                                    | Partito della Rifondazione Comunista | Partito della Rifondazione Comunista              | 4.737   | 7,1  |
|                                    | Risorgimento del Sud                 | Risorgimento del Sud                              | 2.623   | 3,9  |
|                                    | Fiamma Tricolore                     | Fiamma Tricolore                                  | 2.111   | 3,2  |
|                                    | Lista Pannella – Sgarbi              | Lista Pannella – Sgarbi                           | 1.496   | 2,2  |
|                                    | Partito Socialista                   | Partito Socialista                                | 1.100   | 1,7  |
|                                    | Rinnovamento                         | Rinnovamento                                      | 416     | 0,6  |
| Gesamt                             | Gesamt                               | Gesamt                                            | 66.651  | 100  |
|                                    |                                      |                                                   |         |      |
| Ungültige Stimmen                  | Ungültige Stimmen                    | Ungültige Stimmen                                 | 8.752   | 11,6 |
| Wähler                             | Wähler                               | Wähler                                            | 75.403  | 68,8 |
| Wahlberechtigte                    | Wahlberechtigte                      | Wahlberechtigte                                   | 109.574 |      |
|                                    |                                      |                                                   |         |      |
| Quelle: Innenministerium           |                                      |                                                   |         |      |

#### Parlamentswahl 2001

##### Direktstimmen
| Kandidaten               | Kandidaten            | Parteien           | Stimmen | %    |
| ------------------------ | --------------------- | ------------------ | ------- | ---- |
|                          | Roberto Rutagewählt   | Casa delle Libertà | 31.176  | 45,7 |
|                          | Riccardo Tamburro     | L’Ulivo            | 24.567  | 36,0 |
|                          | Gaetano Di Niro       | Lista Di Pietro    | 6.572   | 9,6  |
|                          | Adelmo Berardo        | Democrazia Europea | 3.546   | 5,2  |
|                          | Saturnino Carrozzelli | Fronte Nazionale   | 1.318   | 1,9  |
|                          | Giuseppe D’Avanti     | Lista Emma Bonino  | 1.105   | 1,6  |
| Gesamt                   | Gesamt                | Gesamt             | 68.284  | 100  |
|                          |                       |                    |         |      |
| Ungültige Stimmen        | Ungültige Stimmen     | Ungültige Stimmen  | 8.154   | 10,7 |
| Wähler                   | Wähler                | Wähler             | 76.438  | 70,2 |
| Wahlberechtigte          | Wahlberechtigte       | Wahlberechtigte    | 108.833 |      |
|                          |                       |                    |         |      |
| Quelle: Innenministerium |                       |                    |         |      |

##### Listenstimmen
| Parteien                               | Parteien                             | Parteien                             | Stimmen | %    |
| -------------------------------------- | ------------------------------------ | ------------------------------------ | ------- | ---- |
|                                        | Casa delle Libertà                   | Forza Italia                         | 18.520  | 27,6 |
| Alleanza Nazionale                     | Casa delle Libertà                   | 5.881                                | 8,8     |      |
| CCD – CDU                              | Casa delle Libertà                   | 5.231                                | 7,8     |      |
| Nuovo PSI                              | Casa delle Libertà                   | 709                                  | 1,1     |      |
| ↳ Gesamt                               | Casa delle Libertà                   | 30.341                               | 45,2    |      |
|                                        | L’Ulivo                              | Democratici di Sinistra              | 11.542  | 17,2 |
| La Margherita (Dem – PPI – RI – Udeur) | L’Ulivo                              | 6.604                                | 9,8     |      |
| Il Girasole (FdV – SDI)                | L’Ulivo                              | 1.540                                | 2,3     |      |
| Partito dei Comunisti Italiani         | L’Ulivo                              | 926                                  | 1,4     |      |
| ↳ Gesamt                               | L’Ulivo                              | 20.612                               | 30,7    |      |
|                                        | Lista Di Pietro                      | Lista Di Pietro                      | 9.131   | 13,6 |
|                                        | Partito della Rifondazione Comunista | Partito della Rifondazione Comunista | 2.207   | 3,3  |
|                                        | Democrazia Europea                   | Democrazia Europea                   | 1.988   | 3,0  |
|                                        | Fiamma Tricolore                     | Fiamma Tricolore                     | 1.000   | 1,5  |
|                                        | Lista Emma Bonino                    | Lista Emma Bonino                    | 950     | 1,4  |
|                                        | Fronte Nazionale                     | Fronte Nazionale                     | 572     | 0,9  |
|                                        | Paese Nuovo                          | Paese Nuovo                          | 218     | 0,3  |
|                                        | Abolizione Scorporo                  | Abolizione Scorporo                  | 141     | 0,2  |
| Gesamt                                 | Gesamt                               | Gesamt                               | 67.160  | 100  |
|                                        |                                      |                                      |         |      |
| Ungültige Stimmen                      | Ungültige Stimmen                    | Ungültige Stimmen                    | 9.290   | 12,2 |
| Wähler                                 | Wähler                               | Wähler                               | 76.450  | 70,2 |
| Wahlberechtigte                        | Wahlberechtigte                      | Wahlberechtigte                      | 108.833 |      |
|                                        |                                      |                                      |         |      |
| Quelle: Innenministerium               |                                      |                                      |         |      |

## Von 2017 bis 2020

### Wahlkreisgebiet
Der Wahlkreis umfasste Gemeinden: 

### Wahlergebnisse

#### Parlamentswahl 2018
| Kandidaten               | Kandidaten                 | Stimmen | %    | Listen                              | Stimmen | %    |
| ------------------------ | -------------------------- | ------- | ---- | ----------------------------------- | ------- | ---- |
|                          | Antonio Federicogewählt    | 45.028  | 48,1 | Movimento 5 Stelle                  | 45.028  | 48,1 |
|                          | Aida Romagnuolo            | 22.837  | 24,4 | Forza Italia                        | 11.061  | 11,8 |
| Lega                     | Aida Romagnuolo            | 22.837  | 24,4 | 7.207                               | 7,7     |      |
| Fratelli d’Italia        | Aida Romagnuolo            | 22.837  | 24,4 | 2.841                               | 3,0     |      |
| Noi con l’Italia – UDC   | Aida Romagnuolo            | 22.837  | 24,4 | 1.728                               | 1,8     |      |
|                          | Vittorino Facciolla        | 18.418  | 19,7 | Partito Democratico                 | 15.402  | 16,5 |
| Civica Popolare          | Vittorino Facciolla        | 18.418  | 19,7 | 1.328                               | 1,4     |      |
| +Europa                  | Vittorino Facciolla        | 18.418  | 19,7 | 1.290                               | 1,4     |      |
| Italia Europa Insieme    | Vittorino Facciolla        | 18.418  | 19,7 | 398                                 | 0,4     |      |
|                          | Annibale Oreste Campopiano | 3.897   | 4,2  | Liberi e Uguali                     | 3.897   | 4,2  |
|                          | Rossella Griselli          | 1.103   | 1,2  | Potere al Popolo!                   | 1.103   | 1,2  |
|                          | Pietro Eremita             | 741     | 0,8  | CasaPound Italia                    | 741     | 0,8  |
|                          | Angela Damiano             | 675     | 0,7  | Partito Comunista                   | 675     | 0,7  |
|                          | Elia Rubino                | 430     | 0,5  | Partito Valore Umano                | 430     | 0,5  |
|                          | Maria Del Castello         | 310     | 0,3  | Italia agli Italiani (FT – FN)      | 310     | 0,3  |
|                          | Patrizia Ciocca            | 111     | 0,1  | Blocco Nazionale per le Libertà     | 111     | 0,1  |
|                          | Germano Gabanini           | 49      | 0,1  | Partito Repubblicano Italiano – ALA | 49      | 0,1  |
| Gesamt                   | Gesamt                     | 93.599  | 100  |                                     | 93.599  | 100  |
|                          |                            |         |      |                                     |         |      |
| Ungültige Stimmen        | Ungültige Stimmen          | 3.615   | 3,7  |                                     |         |      |
| Wähler                   | Wähler                     | 97.214  | 73,2 |                                     |         |      |
| Wahlberechtigte          | Wahlberechtigte            | 132.874 |      |                                     |         |      |
|                          |                            |         |      |                                     |         |      |
| Quelle: Innenministerium |                            |         |      |                                     |         |      |

## Seit 2020

### Wahlkreisgebiet
| Wahlkreise – Camera dei deputati – Molise | Wahlkreise – Camera dei deputati – Molise | Wahlkreise – Camera dei deputati – Molise |
| Provinz                                   | Provinz                                   | Gemeinden nach Provinzen ⮞ Wahlkreis      |
| ----------------------------------------- | ----------------------------------------- | ----------------------------------------- |
|                                           | Provinz Campobasso (84 Gemeinden)         | alle ⮞ Wahlkreis Campobasso               |
|                                           | Provinz Isernia (52 Gemeinden)            | alle ⮞ Wahlkreis Campobasso               |

Der Wahlkreis umfasst alle 136 Gemeinden der Region Molise.

### Wahlergebnisse

#### Parlamentswahl 2022
| Kandidaten                          | Kandidaten           | Stimmen | %    | Listen                                                  | Stimmen | %    |
| ----------------------------------- | -------------------- | ------- | ---- | ------------------------------------------------------- | ------- | ---- |
|                                     | Lorenzo Cesagewählt  | 55.467  | 42,9 | Fratelli d’Italia                                       | 27.818  | 21,5 |
| Forza Italia                        | Lorenzo Cesagewählt  | 55.467  | 42,9 | 14.777                                                  | 11,4    |      |
| Lega per Salvini Premier            | Lorenzo Cesagewählt  | 55.467  | 42,9 | 10.792                                                  | 8,3     |      |
| Noi Moderati                        | Lorenzo Cesagewählt  | 55.467  | 42,9 | 2.080                                                   | 1,6     |      |
|                                     | Riccardo Di Palma    | 31.265  | 24,2 | Movimento 5 Stelle                                      | 31.265  | 24,2 |
|                                     | Alessandra Salvatore | 30.190  | 23,3 | Partito Democratico – Italia Democratica e Progressista | 23.447  | 18,1 |
| Alleanza Verdi e Sinistra           | Alessandra Salvatore | 30.190  | 23,3 | 3.777                                                   | 2,9     |      |
| +Europa                             | Alessandra Salvatore | 30.190  | 23,3 | 2.059                                                   | 1,6     |      |
| Impegno Civico – Centro Democratico | Alessandra Salvatore | 30.190  | 23,3 | 907                                                     | 0,7     |      |
|                                     | Donato D’Ambrosio    | 6.247   | 4,8  | Azione – Italia Viva                                    | 6.247   | 4,8  |
|                                     | Hikmet Aslan         | 2.483   | 1,9  | Unione Popolare                                         | 2.483   | 1,9  |
|                                     | Giovanni Moriello    | 2.127   | 1,6  | Italia Sovrana e Popolare                               | 2.127   | 1,6  |
|                                     | William Ciarallo     | 1.516   | 1,2  | Noi di Centro – Europeisti                              | 1.516   | 1,2  |
| Gesamt                              | Gesamt               | 129.295 | 100  |                                                         | 129.295 | 100  |
|                                     |                      |         |      |                                                         |         |      |
| Ungültige Stimmen                   | Ungültige Stimmen    | 8.792   | 6,4  |                                                         |         |      |
| Wähler                              | Wähler               | 138.087 | 56,6 |                                                         |         |      |
| Wahlberechtigte                     | Wahlberechtigte      | 243.884 |      |                                                         |         |      |
|                                     |                      |         |      |                                                         |         |      |
| Quelle: Innenministerium            |                      |         |      |                                                         |         |      |